# Município de Huron (condado de Erie, Ohio)
O município de Huron (em inglês: Huron Township) é um município localizado no condado de Erie no estado estadounidense de Ohio. No ano de 2010 tinha uma população de 10.697 habitantes e uma densidade populacional de 148,58 pessoas por km².

## Geografia
O município de Huron encontra-se localizado nas coordenadas 41° 23′ 39″ N, 82° 35′ 13″ O. Segundo a Departamento do Censo dos Estados Unidos, o município tem uma superfície total de 71.99 km², da qual 59.86 km² correspondem a terra firme e (16.85%) 12.13 km² é água.

## Demografia
Segundo o censo de 2010, tinha 10.697 habitantes residindo no município de Huron. A densidade populacional era de 148,58 hab./km². Dos 10.697 habitantes, o município de Huron estava composto pelo 96.22% brancos, o 1.1% eram afroamericanos, o 0.2% eram amerindios, o 0.72% eram asiáticos, o 0.01% eram insulares do Pacífico, o 0.36% eram de outras raças e o 1.39% pertenciam a dois ou mais raças. Do total da população o 2.18% eram hispanos ou latinos de qualquer raça.